# Pilishegyvidéki Hírek
A Pilishegyvidéki Hírek a Budai-hegység és a Pilis csaknem teljes területét felölelő, egykori pomázi járás hivatalos hetilapja volt az 1920-as és 1930-as években. Első száma 1927-ben, utolsó ismert lapszáma pedig 1936-ban jelent meg. Folytatása, a Pilishegyvidék, Budavidék még további hat és fél éven keresztül jelent meg a járás településein.

## Története

### Az előzmények és az indulás
Pest-Pilis-Solt-Kiskun vármegyében, mint a történelmi Magyarország egyik legnagyobb kiterjedésű megyéjében már korán felmerült az igény a megyei érdekeltségű és terjesztésű újságok, folyóiratok mellett kisebb területek híreit közlő és az adott területen élő olvasóközönség igényeit kiszolgáló lapok megjelentetésére. Az 1873-ban megalakult új főváros, Budapest nyugati oldali agglomerációjában már 1893-ban életre hívták az első ilyen lapot, Buda és Vidéke címmel, ez azonban a címének megfelelően a nagyváros és a környező települések híreivel egyaránt foglalkozott, sőt, a vidéki olvasók talán úgy is érezhették, hogy inkább a városi hírekkel, az őket közvetlenebbül érintő híranyag hátrányára. Alighanem ehhez hasonló megfontolások hívták életre 1927-ben a Pilishegyvidéki Hírek című lapot, amely fővárosi befolyás nélkül, tisztán tükrözhette e vidék gondjait, örömeit és bánatait.
A körülbelül napilap-formátumban megjelenő újság az alakuláskori önmegnevezése szerint egyszerre igyekezett társadalmi, közgazdasági és szépirodalmi hetilap, valamint a pomázi járás közigazgatási hatóságainak és tűzoltóságainak hivatalos közlönye lenni. Ennek megfelelően mindvégig szerepeltek benne száraz, hivatalos közlemények, baleseti és tűzeseti hírek – sőt, olykor kisebb riportok –, illetve kisebb esszék is, amikből a mai olvasó is képet alkothat arról, mik foglalkoztatták akkoriban a budai agglomerációban élőket.
Terjedelmi keretei viszont szűkösek voltak – többnyire 4, néha 6 napilap-méretű oldaltükörbe kellett beleszorítania a szerkesztőségnek az adott hét híreit-közlendőit, ami miatt olykor csekély jelentőségű hírekből is több akadt a lapban, máskor fontosabb beszámolóknak sem jutott hely. A mai olvasó néhol úgy érezheti, hogy a települések közötti kiegyensúlyozás sem sikerült mindig tökéletesen: Szentendre, Pomáz és Csillaghegy hírei általában nagyobb arányban fordultak elő a lapban, mint a járás más településeivel foglalkozó írások.

### A lap megjelenési évei
A lap legelső száma 1927. november 27-én került az olvasók kezébe, a lapszám szerkesztőségi köszöntővel indult, utána címlapon köszöntötte az olvasókat Szentpétery Lajos járási főszolgabíró, valamint Németh Tibor járási tűzrendészeti felügyelő. Az impresszumban tízfős szerkesztőségi névsor olvasható, melynek tagjai jobbára a járás településein élő „írástudó” személyek – jegyzők, iskolaigazgatók, bányamérnökök, tűzrendészeti felügyelők stb. – közül kerültek ki. A felelős szerkesztő és kiadó Dósa István tűzoltó főparancsnok volt, a lap megjelenési dátuma mindig vasárnapra esett.
Az 1928-as év lapszámainak egyik érdekessége, hogy április elsejétől külön rovatot kaptak a helyi hírek között a járás egyes régiói. Ez megkönnyítette az olvasóknak, hogy megtalálják az őket leginkább érdeklő híreket, ám lehettek, akiknek ez nem tetszett: a július 8-i számtól, tiltakozó észrevételekre hivatkozva a szerkesztőség megszüntette a kistérségi alrovatokat, azzal a patetikus és nem túl meggyőző indoklással, miszerint a járás igenis egységes, és nem kell ilyen elhatárolásokat tenni. Ezen alrovatok megszűnése ismét azt eredményezte, hogy a következő hetekre a szentendrei, pomázi és csillaghegyi hírek gyakorlatilag megtöltötték a lapot; másrészt a kistérségi megosztás még abban az évben visszaszivárgott a lapba, oly módon, hogy decembertől újra önálló rovatot kaptak a szentendrei hírek (de csak azok).
A balesetekhez és bulvár jellegű hírekhez egyébként vonzódó lap érdekes mércéjét jelzi az 1929-es évből, hogy Terstyánszky Ödön olimpiai bajnok kardvívó solymári halálos autóbalesete mindössze egyetlen, 4 soros hírt érdemelt, és a pilisvörösvári bányászsztrájkról is csak viszonylag szűkszavú híradások voltak olvashatók benne, miközben amikor ugyanebben az évben vitézavatás történt, akkor a járásból származó, frissen avatott 30 vitéz teljes névsorát felsorolta az újság. Hasonlóan különös, hogy néhány évvel későbbről, 1933-ból alig néhány mondat olvasható a Solymár-aknán történt, két ember életét követelő bányaszerencsétlenségről és az öt napos, eredményes mentésről, pedig a mentőakciót egyébként óriási sajtóérdeklődés övezte.
A hetilap utolsó lapszáma ezen a címen 1936. március 29-én jelent meg, a 10. évfolyam 13. számaként. A megszűnésnek nem volt (az olvasók számára érzékelhető) előzménye, ebben a számban sem esik szó arról, hogy abbamaradna az újság megjelenése, illetve névváltoztatásról sem esett szó. Ettől függetlenül a 14. számtól a lap Pilishegyvidék, Budavidék címen jelent meg, kiadója a lapkiadást Dósa István halála (1933. július) után átvevő rokon, ifj. Dósa Balázs folytatta ezen a címen. A lap az új cím alatt – az Országos Széchényi Könyvtár nyilvántartása szerint – 1942. december 5-éig, a 16. évfolyam 49. számáig jelent meg.

## Utóélete
1992-ben a szentendrei KDNP-szervezet Új Pilishegyvidéki Hírek címmel jelentetett meg időszakos lapot.